# Selvazzano Dentro
Selvazzano Dentro (velenceiül Selvasan) település Olaszországban, Veneto régióban, Padova megyében. Lakosainak száma 22 832 fő (2023. január 1.). Selvazzano Dentro Abano Terme, Padova, Rubano, Saccolongo és Teolo községekkel határos.

## Népesség
A település lakossága az elmúlt években az alábbi módon változott:
| Lakosok száma | 22 946 | 22 903 | 22 832 |
|               | 2017   | 2018   | 2023   |